# Vision 4 Télévision
Vision 4 Télévision est une station de télévision basée au Cameroun.

## Genèse
La télévision est dirigée par Jean Pierre Amougou Belinga, qui possède également les médias, L'Anecdote et la chaîne panafricaine TéléSud.

## Réputation
La station est réputée proche du régime de Paul Biya et soutient l'action du gouvernement. Des panélistes réputés du paysage audiovisuel camerounais- Eric Mathias Owona Nguini, Jean Bahebeck, Dieudonné Essomba,... - ont participé à des débats sur la chaîne. Le promoteur de Vision 4 TV affirme que sa chaîne de télévision soutient les institutions étatiques et par ricochet le président de la République, Paul Biya.

## Programmes et émissions célèbres
La chaîne propose des programmes dont les plus populaires sont les débats politiques des dimanches.

## Journalistes
Certains journalistes travaillant ou ayant travaillé pour la chaîne de télévision comprennent, Philippe Boney, Jean Jacques Zé, Ernest Obama, Bruno Bidjang,,.